# Fórmula Academy Sudamericana
La Fórmula Academy Sudamericana, llamada hasta 2016 como Fórmula 4 Sudamericana, es una categoría sudamericana de automovilismo de velocidad, para monoplazas de Fórmula 4 (con reglamento nacional), organizada por la Asociación Uruguaya de Volantes y reconocida por la Confederación Deportiva Automovilística Sudamericana (CODASUR). Surgió como reemplazo de las desaparecidas Fórmula 2 Codasur (1983-1986) y Fórmula 3 Sudamericana (1987-2013).
Fue presentada oficialmente en el año 2013 y se realiza desde el año 2014. Su impulso partió desde el Automóvil Club del Uruguay y su alcance comprendió principalmente la organización de carreras en Brasil y Uruguay. El objetivo del lanzamiento de esta categoría monomarca, es el de promover de manera más rápida a pilotos que pasen de la disciplina del kart, al automovilismo profesional. El parque automotor de esta categoría, está compuesto por unidades construidas por la empresa francesa Signature y motorizadas con impulsores Fiat E-torq de 1.8 litros.

## Historia

### Bases
Durante su primera gestión como Presidente de la FIA, el exnavegante francés Jean Todt daría forma a la creación de una comisión internacional de monoplazas, con el fin de crear un ordenamiento, en el escalafón de ascenso de los pilotos profesionales que deseen llegar hasta la máxima división de esta especialidad: La Fórmula 1. En ese sentido, para ejercer la presidencia de dicha comisión sería elegido el también expiloto internacional Gerhard Berger, quien impulsaría por medio de esta comisión, la creación de categorías internacionales de Fórmula 4, estableciendo normas de reglamentación similares para todas las categorías, es decir chasis y mecánica iguales en todas las divisionales que se creasen en el mundo, a través de una gestión centralizada, con el fin de evitar sobrecostos a los pilotos participantes. Asimismo, la creación de este nivel de monoplazas servirá como enlace para pilotos que del kart, deseen pasar a la Fórmula 3.

### Creación de la Fórmula 4 Sudamericana
Tomando como base esta resolución de la FIA de homologar la divisional Fórmula 4, el Automóvil Club del Uruguay propuso la creación de una nueva divisional que sirva de escalón, para aquellos pilotos sudamericanos que del kart, pretendan pasar a competir en monoplazas a nivel internacional. La iniciativa, tendría la idea de ser compartida junto a otras entidades sudamericanas de automovilismo, además de ponerla bajo la órbita del ente rector del automovilismo sudamericano, la CODASUR.
La categoría, nació por iniciativa de una empresa privada denominada F4 Motorsports y creada por el empresario uruguayo Jorge Muraglia y el piloto Gerardo Salaverría, quienes recibirían el acompañamiento de importantes referentes del automovilismo uruguayo, como ser  Jorge Tomasi, Presidente del Automóvil Club del Uruguay, Federico West, Directivo del ACU, Álvaro Faroppa, Presidente de la Asociación Uruguaya de Volantes y Guillermo Domínguez. La presentación oficial de la misma, tuvo lugar el 5 de agosto de 2013, en ocasión del desarrollo del XV Congreso Americano de FIA 2013, llevado a cabo en la Ciudad de Buenos Aires.

### El monoplaza

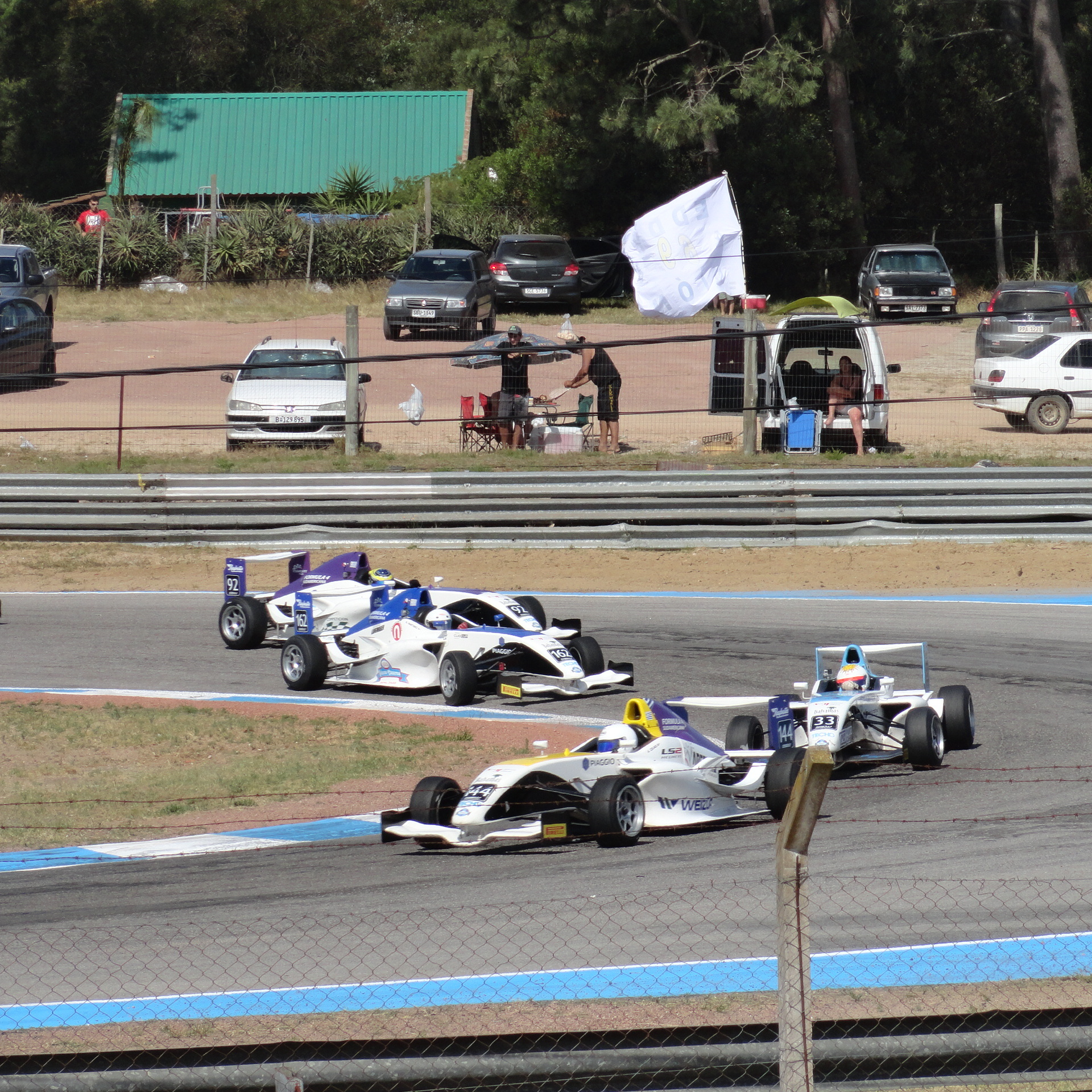
Gran Premio Coronación de la Fórmula 4 Sudamericana 2016

Para la creación de esta categoría, la empresa F4 Motorsports inició la adquisición de unidades con homologación FIA para categorías de Fórmula 4. En ese sentido, se comenzó con la adquisición de unidades que anteriormente habían sido utilizadas por la categoría Fórmula Future, originaria de Brasil y que fuera presentada en el año 2010. Estos vehículos, son chasis de origen francés, marca Signature, de fibra de carbono y homologados por FIA para Fórmula 4. Estos coches, fueron equipados con impulsores Fiat de 1800 cm³ y 180 HP de potencia, todo acoplado a una caja de cambios secuencial, marca SADEV, de 5 velocidades.
El primer monoplaza de esta categoría fue presentado el 13 de diciembre de 2014, en ocasión de la disputa de una competencia del campeonato sudamericano del Top Race, en el Autódromo Parque Ciudad de Centenario, de la Provincia de Neuquén, Argentina. La presentación de la F4S durante el desarrollo de un evento de la Top Race, se dio a colación de un acuerdo arribado con dicha categoría, gracias al cual la F4S tuvo algunas fechas de su calendario, coincidentes con las del calendario de la mencionada categoría de turismos, en las ocasiones que organizó competencias en la República Argentina. Asimismo, dicho calendario contemplaba la organización y disputa de competencias en circuitos de Brasil y Uruguay.

## Primer campeonato
La temporada 2014 de la Fórmula 4 Sudamericana fue la temporada inaugural del mencionado campeonato. Fue pensada para suplir la vacante generada por la Fórmula 3 Sudamericana, luego de su redireccionamiento a como categoría nacional brasileña. Esta categoría está regida bajo la órbita de la Comisión Deportiva de Automovilismo Sudamericano (CODASUR) y desarrolla competencias en los países de Argentina, Brasil y Uruguay. Pese a esto, la mayor parte de las competencias de esta temporada tuvieron lugar en el Uruguay.
La F4 Sudamericana inició sus actividades de manera oficial el 06 de abril de 2014, al desarrollar su competencia inaugural en el circuito de Mercedes, en el Departamento de Soriano, Uruguay. A partir de allí, la categoría desarrolló un calendario de 8 fechas, repartidas entre Argentina, Brasil y Uruguay. El campeonato se desarrolló mediante un sistema de 17 competencias, distribuidas a razón de 2 carreras por fecha, exceptuando la fecha 7 corrida en el Autódromo de Tarumã, donde se realizaron 3.
El campeón de esta temporada de la Fórmula 4 Sudamericana fue el brasileño Bruno Baptista, quien se consagró además como el primer campeón en la historia de esta categoría. Al mismo tiempo, junto a su compatriota Felipe Ortíz fueron los únicos dos pilotos que disputaron todas las competencias del calendario, siendo al mismo tiempo Ortíz proclamado como subcampeón. Por otra parte, Baptista también se llevaría el honor de ser el máximo ganador de la temporada con 4 triunfos, compartiendo dicho galardón con el argentino Agustín Lima Capitão, quien tuvo la particularidad de haber conseguido sus cuatro triunfos de forma consecutiva, a la vez de finalizar el torneo en la tercera colocación.

## Campeones
| Año                          | Piloto                 |
| Fórmula 4 Sudamericana       | Fórmula 4 Sudamericana |
| ---------------------------- | ---------------------- |
| 2014                         | Bruno Baptista         |
| 2015                         | Pedro Cardoso          |
| 2016                         | Facundo Garese         |
| 2017                         | No se disputó          |
| Fórmula Academy Sudamericana |                        |
| 2018                         | Juan Vieira            |
| 2019                         | Juan Vieira            |
| 2020                         | No se disputó          |

## Transmisiones
- Argentina: Cablevisión, Multicanal y TyC Sports
- Brasil: Rede Record y SporTV
- Paraguay: Unicanal y Tigo Sports
- Uruguay: VTV